# Franco Israel
Franco Israel Wibmer (Nueva Helvecia, 22 aprile 2000) è un calciatore uruguaiano, portiere del Torino e della nazionale uruguaiana.

## Biografia
Nato in Uruguay da una famiglia di origini tedesche, Israel possiede anche il passaporto italiano.

## Caratteristiche tecniche
È un portiere che sfruttando egregiamente il senso del posizionamento riesce a parare bene i tiri ravvicinati, tuttavia può eseguire delle buone parate anche con le palle calciate dalla lunga distanza, varie volte si è rivelato capace di parare anche i calci di punizione. Dotato di buoni riflessi che gli permettono di sfruttare bene la respinta. Fa della sua altezza (190 cm) il proprio punto di forza ed è pertanto molto abile nelle uscite.

## Carriera

### Club

#### Nacional e Juventus
Cresciuto nelle giovanili del Nacional, con cui nel 2018 vince la Coppa Libertadores Under-20, viene acquistato dalla Juventus che paga la clausola da un milione e mezzo di euro. Esordisce in Serie C il 28 settembre 2020, con la squadra Under-23 dei bianconeri, durante l'incontro casalingo con la Pro Sesto vinto per 2-1.Nella sua prima stagione in terza divisione ha dovuto dividere la sua posizione di titolare con Timothy Nocchi, mentre nella stagione successiva (2021-2022) Israel è titolare fisso.

#### Sporting Lisbona
Il 5 luglio 2022 lo Sporting Lisbona ne acquisisce il cartellino versando 0,6 milioni di euro nelle casse del club torinese. Il 4 ottobre seguente fa il suo esordio in prima squadra, sostituendo Marcus Edwards a causa dell'espulsione rimediata dal portiere titolare Antonio Adán contro l'Olympique Marsiglia nella fase a gironi di UEFA Champions League perdendo per 4-1.
Vince il campionato portoghese, la squadra si affida principalmente ad Antonio Adán, mentre Israel gioca solo 10 partite, vincendole tutte a eccezione del pareggio per 2-2 contro il Porto. Il 17 settembre 2024 vince la sua prima partita di Champions League, nel successo per 2-0 contro il Lille. Vince l'edizione 2024-2025 del campionato, gioca però solo 11 match, come portiere titolare la squadra si è affidata maggiormente a Rui Silva.

#### Torino
Il 27 luglio 2025 viene acquistato a titolo definitivo dal Torino per 5 milioni di euro, in sostituzione del partente Vanja Milinković-Savić. Esordisce con i granata il 18 agosto nella sfida di Coppa Italia contro il Modena, vinta per 1-0.

### Nazionale
Con la nazionale Under-17 ha giocato nel campionato continentale di categoria Cile 2017 dove l'Uruguay non supera il primo girone, Israel ha giocato nell'unica partita vinta dalla squadra, prevalendo per 2-0 contro la Bolivia. Militando nella nazionale Under-20 vince la medaglia d'argento ai XI Giochi sudamericani, Israel gioca solo due partite: la semifinale vinta per 3-2 contro l'Argentina e la finale persa contro coetanei del Cile per 1-0.Partecipa anche al Mondiale Under-20, l'edizione che si è tenuta nel 2019, dove l'Uruguay supera il girone da prima classificata, Israel ha subito una sola rete, nella partita vinta per 3-1 contro la Norvegia, con lo stesso risultato l'Uruguay perde contro l'Ecuador agli ottavi di finale, Israel ha giocato tutte e quattro le partite.
Il 15 giugno 2023 esordisce con la nazionale maggiore in amichevole vinta 4-1 contro il Nicaragua, disputando l'intera gara. Il 26 marzo 2024 gioca un'amichevole non ufficiale con la selezione di calcio dei Paesi Baschi. Viene convocato anche per la Copa América 2024, in cui la propria nazionale si classifica terza nella competizione.

## Statistiche

### Presenze e reti nei club
Statistiche aggiornate al 27 luglio 2025.
| Stagione                | Squadra                 | Campionato              | Campionato | Campionato | Coppe nazionali | Coppe nazionali | Coppe nazionali | Coppe continentali | Coppe continentali | Coppe continentali | Altre coppe | Altre coppe | Altre coppe | Totale | Totale | Totale |
| Stagione                | Squadra                 | Comp                    | Pres       | Reti       | Comp            | Pres            | Reti            | Comp               | Pres               | Reti               | Comp        | Pres        | Reti        | Pres   | Reti   |        |
| ----------------------- | ----------------------- | ----------------------- | ---------- | ---------- | --------------- | --------------- | --------------- | ------------------ | ------------------ | ------------------ | ----------- | ----------- | ----------- | ------ | ------ | ------ |
| 2020-2021               | Juventus U23            | C                       | 18+2       | -22+-2     | -               | -               | -               | -                  | -                  | -                  | -           | -           | -           | 20     | -24    |        |
| 2021-2022               | Juventus U23            | C                       | 32+6       | -36+-2     | CI-C            | 1               | -2              | -                  | -                  | -                  | -           | -           | -           | 39     | -40    |        |
| Totale Juventus U23     | Totale Juventus U23     | Totale Juventus U23     | 50+8       | -58 + -4   |                 | 1               | -2              |                    | -                  | -                  |             | -           | -           | 59     | -64    |        |
| 2022-2023               | Sporting Lisbona        | PL                      | 3          | -3         | TdP+TdL         | 1+2             | -1 + 0          | UCL+UEL            | 2+0                | -4 + 0             | -           | -           | -           | 8      | -8     |        |
| 2023-2024               | Sporting Lisbona        | PL                      | 10         | -7         | TdP+TdL         | 6+3             | -4 + -4         | UEL                | 4                  | -4                 | -           | -           | -           | 23     | -19    |        |
| 2024-2025               | Sporting Lisbona        | PL                      | 11         | -9         | TdP+TdL         | 1+2             | -1 + -1         | UCL                | 8                  | -12                | SP          | 0           | 0           | 22     | -23    |        |
| Totale Sporting Lisbona | Totale Sporting Lisbona | Totale Sporting Lisbona | 24         | -19        |                 | 15              | -11             |                    | 14                 | -20                |             | 0           | 0           | 53     | -50    |        |
| 2025-2026               | Torino                  | A                       | -          | -          | CI              | 1               | -               | -                  | -                  | -                  | -           | -           | -           | -      | -      |        |
| Totale carriera         | Totale carriera         | Totale carriera         | 82         | -81        |                 | 16              | -13             |                    | 14                 | -20                |             | 0           | 0           | 112    | -114   |        |

### Cronologia presenze e reti in nazionale
| Cronologia completa delle presenze e delle reti in nazionale ― Uruguay | Cronologia completa delle presenze e delle reti in nazionale ― Uruguay | Cronologia completa delle presenze e delle reti in nazionale ― Uruguay | Cronologia completa delle presenze e delle reti in nazionale ― Uruguay | Cronologia completa delle presenze e delle reti in nazionale ― Uruguay | Cronologia completa delle presenze e delle reti in nazionale ― Uruguay | Cronologia completa delle presenze e delle reti in nazionale ― Uruguay | Cronologia completa delle presenze e delle reti in nazionale ― Uruguay |
| Data                                                                   | Città                                                                  | In casa                                                                | Risultato                                                              | Ospiti                                                                 | Competizione                                                           | Reti                                                                   | Note                                                                   |
| ---------------------------------------------------------------------- | ---------------------------------------------------------------------- | ---------------------------------------------------------------------- | ---------------------------------------------------------------------- | ---------------------------------------------------------------------- | ---------------------------------------------------------------------- | ---------------------------------------------------------------------- | ---------------------------------------------------------------------- |
| 15-6-2023                                                              | Montevideo                                                             | Uruguay                                                                | 4 – 1                                                                  | Nicaragua                                                              | Amichevole                                                             | -1                                                                     |                                                                        |
| Totale                                                                 |                                                                        | Presenze                                                               | 1                                                                      |                                                                        | Reti                                                                   | -1                                                                     |                                                                        |

## Palmarès

### Club

#### Competizioni giovanili
- Coppa Libertadores Under-20: 1

Nacional: 2018

#### Competizioni nazionali
- Campionato portoghese: 2

Sporting Lisbona: 2023-2024, 2024-2025
- Coppa del Portogallo: 1

Sporting Lisbona: 2024-2025